# Тюфекчи, Илькин
Ильки́н Тюфекчи́ (тур. İlkin Tüfekçi; род. 5 июля 1987, Стамбул) — турецкая актриса

 театра, кино и телевидения.

## Биография и карьера
Илькин Тюфекчи родилась 5 июля 1987 года в Стамбуле (Турция) в семье бывшего футболиста «Галатасарая» Ильяса Тюфекчи и его жены Хикмет Тюфекчи. Она окончила среднюю школу Флории Селима Парса и театральный факультет Консерватории Университета Халича. В детстве восемь лет занималась балетом и планировала поступать на балетное отделение, но в итоге, увлёкшись театром в школьным годы, решила стать актрисой.
В 2008 году Тюфекси присоединилась к актёрской труппе Муниципального театра Бакыркёй. С 2008 по 2010 год она играла роль Селин в телесериале «Задние ряды», после чего предстала перед зрителями в образе Мелис в 3-м и 4-м сезонах телесериала «Моя ромашка» (2010—2011). С 2014 по 2015 год она играла роль Пелин Шенер в телесериале «Грязные деньги и любовь». В 2020 году получила премию «Telenovelas Espana» в категории «Лучшая турецкая актриса второго плана».

## Фильмография
| Год       |   | Русское название             | Оригинальное название        | Роль              |
| --------- | - | ---------------------------- | ---------------------------- | ----------------- |
| 2008—2010 | с | Задние ряды                  | Arka Sıradakiler             | Селин             |
| 2010—2011 | с | Моя ромашка                  | Papatyam                     | Мелис             |
| 2012—2013 | с | Дядя Кара                    | Karadayı                     | Бахар             |
| 2014—2015 | с | Грязные деньги и любовь      | Kara Para Aşk                | Пелин Шенер Солак |
| 2020      | с | Стужа                        | Zemheri                      | Шуле              |
| 2020      | с | Позвоните моему менеджеру    | Menajerimi Ara               | в роли самой себя |
| 2021      | с | 10 тысяч шагов               | 10 Bin Adım                  | Аслы              |
| 2022      | с | Братья по контейнеру: Свалка | Konteynir Brothers: Hurdalık | Илькин            |
| 2022      | ф | Уродливый шанс               | Çirkin Şansı                 | Пелин             |
| 2022      | с | Ты полюбишь                  | Seversin                     | Хандан Челикбаш   |